# 甲基硝基亚硝基胍
甲基硝基亚硝基胍（MNNG）是一种有机化合物，化学式为C2H5N5O3。这种生化试剂可用作致癌剂和致突变试剂。
它在碱性溶液中水解，生成重氮甲烷（DNA甲基化试剂），在酸性溶液中水解，生成亚硝酸。